# Hoheitsgebiet
Ein Hoheitsgebiet ist der Raum, innerhalb dessen ein Staat die Staatsgewalt (und damit seine Hoheitsrechte) ausübt.
Vom Hoheitsgebiet abzugrenzen ist das Staatsgebiet: In der Regel fallen Staats- und Hoheitsgebiet zusammen, doch kann es – wie etwa auf dem Grund diplomatischer Missionen (siehe Diplomatenstatus) oder aufgrund besonderer Vereinbarungen (z. B. im Falle von Guantanamo Bay auf Kuba) – auch Gebiete innerhalb eines Staatsgebietes geben, innerhalb dessen der jeweilige Staat – zugunsten eines anderen Staates oder eines anderen Völkerrechtssubjekts – keine Hoheitsgewalt ausübt. Diese Gebiete gehören dann zwar weiterhin zu seinem Staatsgebiet (es sind also keine exterritorialen Gebiete), nicht jedoch im engeren Sinne zu seinem Hoheitsgebiet. Schiffe auf Hoher See wiederum sind kein Teil des Staatsgebietes des Flaggenstaates, jedoch kann dieser dort (gemäß Art. 91 Seerechtsübereinkommen) seine ausschließlichen Hoheitsrechte ausüben.

## Streitfälle
Mangels natürlicher Markierungen ist zwischen Staaten in einigen Fällen umstritten, wie weit das Hoheitsgebiet über die Küste hinausgeht. Größere Uneinigkeit herrscht zudem darüber, wie weit das Hoheitsgebiet eines Staates in den Weltraum hineinreicht.

## Sonderfälle
Eine besondere Situation stellen zudem völkerrechtliche Gebilde wie Kondominien (gemeinsame Hoheitsgebiete von mehreren Staaten, z. B. zwischen Deutschland und Luxemburg), Niemandsländer (die Abwesenheit von Staats- bzw. Hoheitsgebiet, z. B. Bir Tawil) und Mandatsgebiete/Kolonien/Protektorate (Fremdverwaltung durch andere Staaten, z. B. das historische Völkerbundsmandat für Palästina) dar. Auch die historische Panamakanalzone ist ein solcher Sonderfall.
Zudem kann es vorkommen, dass Staaten aufgrund zwischenstaatlicher Vereinbarungen auch auf fremden Staats- und Hoheitsgebieten bestimmte Hoheitsrechte ausüben, so etwa bei vorgezogenen Grenzkontrollen, im Rahmen der Amtshilfe oder Nacheile. Auch im Falle von Militärbasen auf fremdem Staatsgebiet wird Staatsgewalt im Ausland ausgeübt: Dies kann entweder im Rahmen des Kriegsvölkerrechts oder ebenfalls aufgrund von Vereinbarungen (wie z. B. dem NATO-Truppenstatut) geschehen.